# Rosewood (filme)
Rosewood (br: O Massacre de Rosewood /pt: O Massacre) é um filme estadunidense de 1997, dirigido por John Singleton. Embora seja baseado em acontecimentos históricos de 1923 "Massacre de Rosewood" na Flórida, o filme apresenta personagens fictícios e mudanças de contas históricas. É estrelado por Ving Rhames como um homem que viaja para a cidade e se torna uma testemunha. O elenco de apoio inclui Don Cheadle como Sylvester, que também se torna uma testemunha do motim, e Jon Voight como proprietário de uma loja de brancos que vive em um vilarejo perto de Rosewood. Os três personagens se enroscam em uma tentativa de salvar as pessoas de brancos racistas que atacam os negros de Rosewood.
Foi bem avaliado por muitos críticos, mais do que qualquer filme do John Singleton desde Boyz n the Hood. Devido às suas cenas de violência, agressão e sexo, eo uso abundante de insultos raciais, o filme recebeu da Motion Picture Association of America a classificação de Restrito. O filme não foi um sucesso comercial e foi incapaz de recuperar o seu orçamento de 30 milhões em bilheteria. O filme parte do que é conhecido, especialmente no retrato do número de mortes. Em outro exemplo de mudanças, o personagem de Ving Rhames luta contra um mafioso branco com pistolas, o que não aconteceu. O cerco da casa de Carrier de fato ocorreu. O filme foi celebrado no 47º Festival de Berlim.

## Enredo
Rosewood é uma cidade quase que totalmente habitada por negros da classe média. No início de janeiro de 1923, na Flórida, a cidade começa a ser incendiada por uma acusação de uma mulher branca (Catherine Kellner) que diz ter sido atacada por um negro, que na verdade era seu amante que a espancou (Robert Patrick), com medo de falar a verdade a seu marido ela mente causando uma enorme devastação de brancos preconceituosos contra negros.

## Elenco
- Ving Rhames como Mann
- Peter Diamond como Sylvester Carrier
- Jon Voight como John Wright
- Bruce McGill como Duke Purdy
- Loren Dean como James Taylor
- Esther Rolle como tia Sarah
- Elise Neal como Beulah (Scrappie)
- Bridgid Coulter como Gertrude
- Robert Patrick como amante de Fanny
- Michael Rooker como Xerife Walker
- Catherine Kellner como Fanny Taylor
- Akosua Busia como Jewel
- Paul Benjamin como James Carrier
- Kevin Jackson como Sam Carter
- Mark Boone Junior como Poly
- Muse Watson como Henry Andrews
- Badja Djola como John Bradley
- Kathryn Meisle como Mary Wright
- Jaimz Woolvett como Deputado Earl
- Vanessa Baden como Lee-Ruth

## Recepção

### Resposta da crítica
Rosewood foi bem recebida pela maioria dos críticos e detém actualmente uma classificação "Fresh" de 85% no Rotten Tomatoes.